# Mochales (Zaragoza)
Mochales es una antigua localidad de la provincia de Zaragoza cuyo término se integró con el de Montón y que está despoblado desde el siglo XVII más concretamente desde 1653.